# Palaeophanes taiwanensis
Palaeophanes taiwanensis là một loài bướm đêm thuộc họ Arrhenophanidae. Nó được tìm thấy ở wet forests withtrong central mountain range of Đài Loan at elevations of 700 to 1000 m.
Chiều dài cánh trước là 4.8-5.8 mm đối với con đực and about 9 mm đối với con cái.
Tên gọi (Đài Loan) bắt nguồn từ địa phương xuất xứ của tiêu bản điển hình.
- Arrhenophanidae family